# St. Hubertus (Birgel)

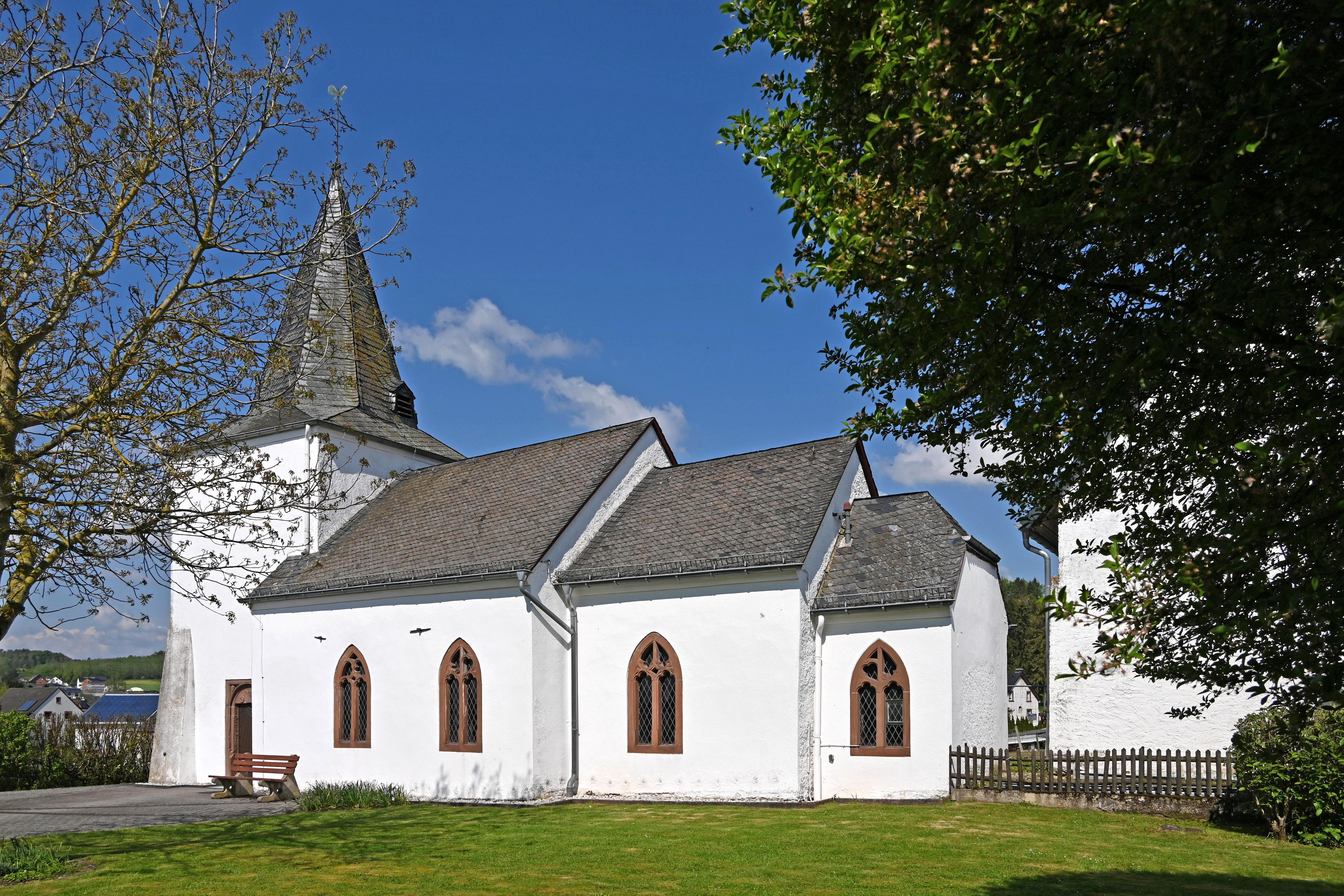
St. Hubertus, Südseite

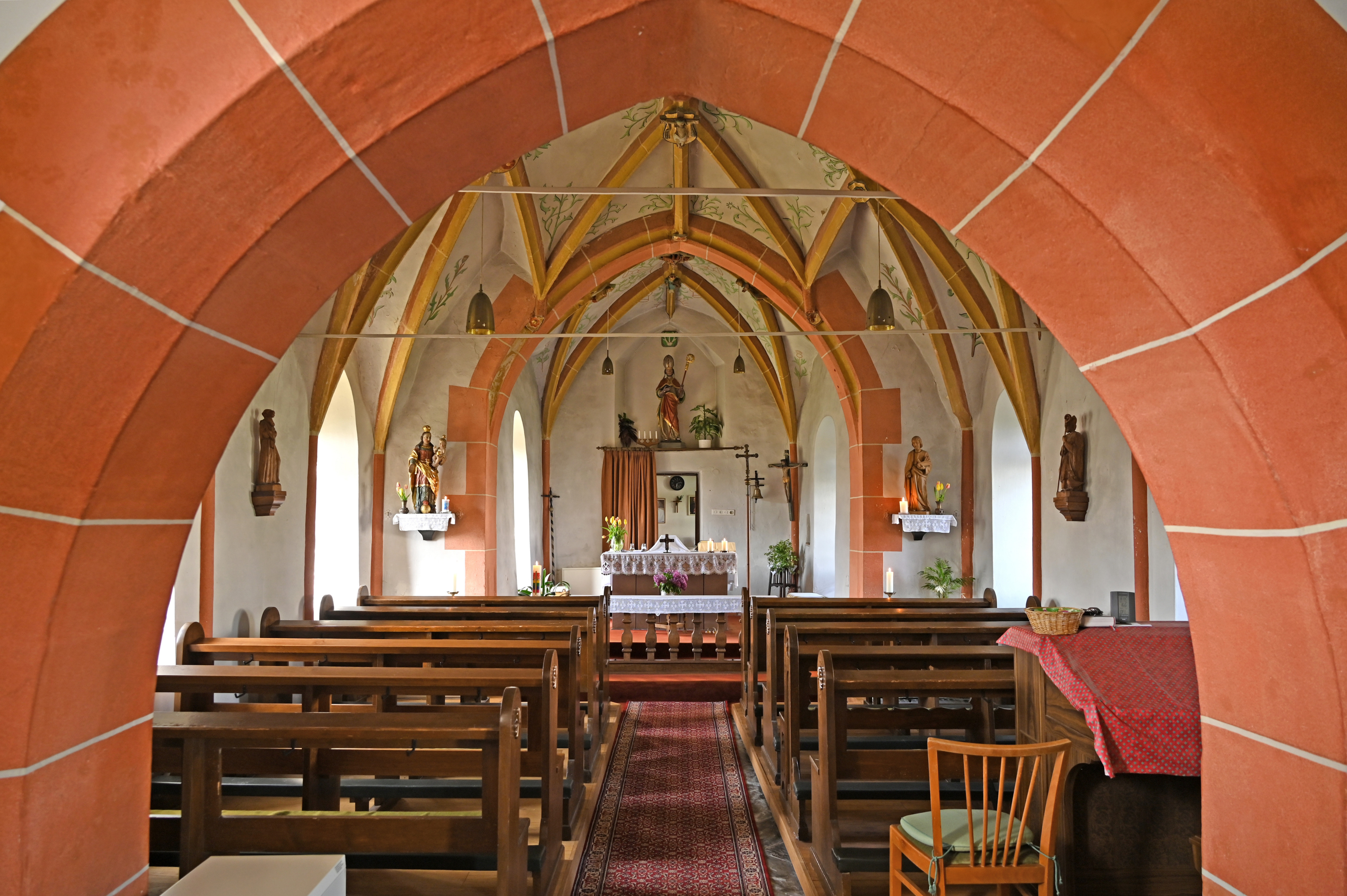
Innenraum

Die Kapelle St. Hubertus (auch: Hubertus-Kapelle) ist die römisch-katholische Kirche von Birgel im Landkreis Vulkaneifel in Rheinland-Pfalz. Sie ist Filialkirche der Pfarrei Lissendorf im Bistum Trier.

## Geschichte
Der aus dem frühen 16. Jahrhundert stammende einschiffige Saalbau besitzt ein Sternengewölbe in Chor und Schiff, eine Glocke aus dem Jahre 1691 sowie ein spätgotisches Portal mit dem Wappen der Erbauer, den Grafen von Manderscheid-Blankenheim-Gerolstein. Der Turm wurde um 1250 als Bestandteil einer Wasserburg errichtet. Kirchenpatron ist Hubertus von Lüttich.

## Ausstattung
In das Gewölbe sind (teils in Medaillons) Heiligenfiguren eingelassen.

St. Hubertuskapelle
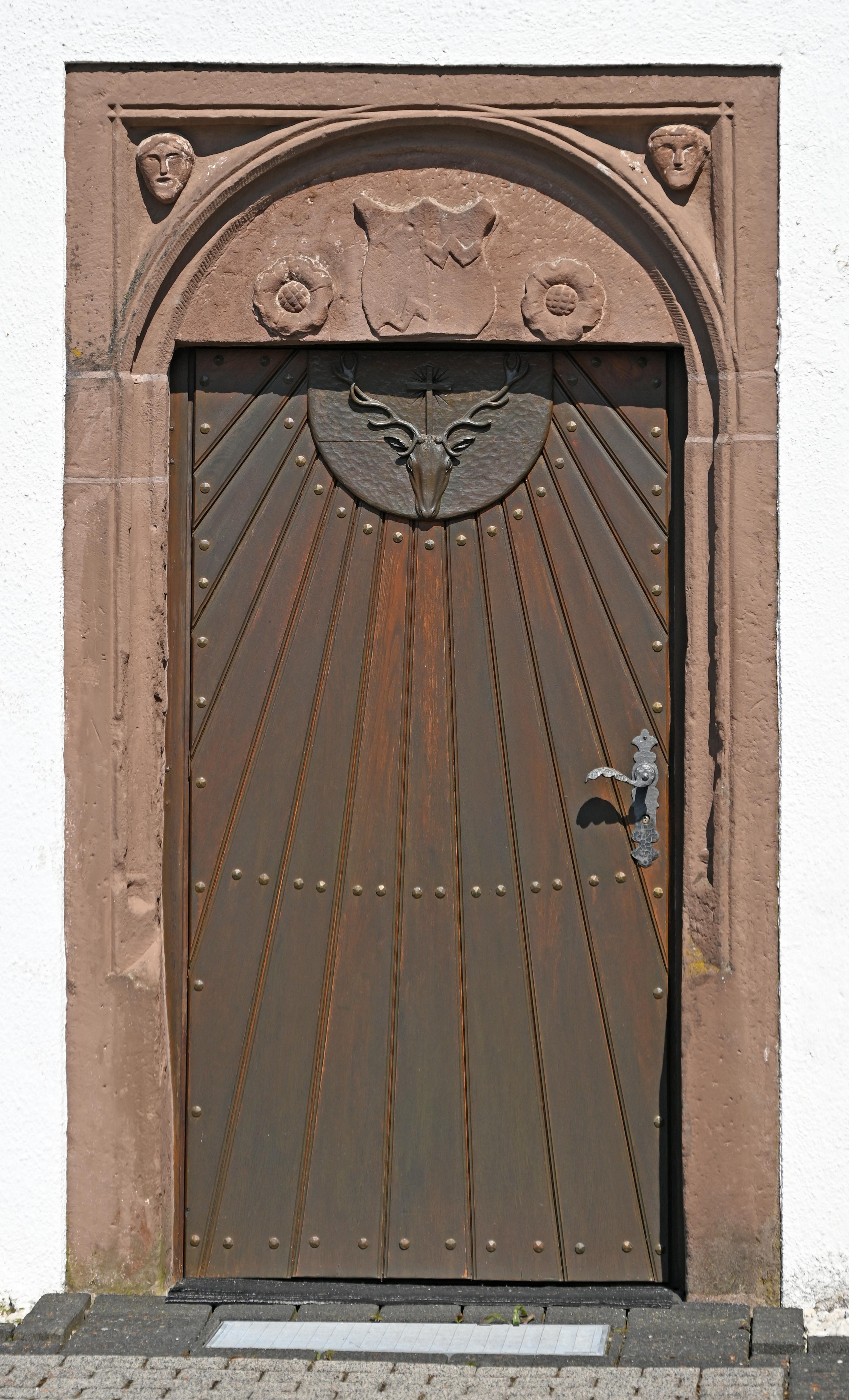
Portal
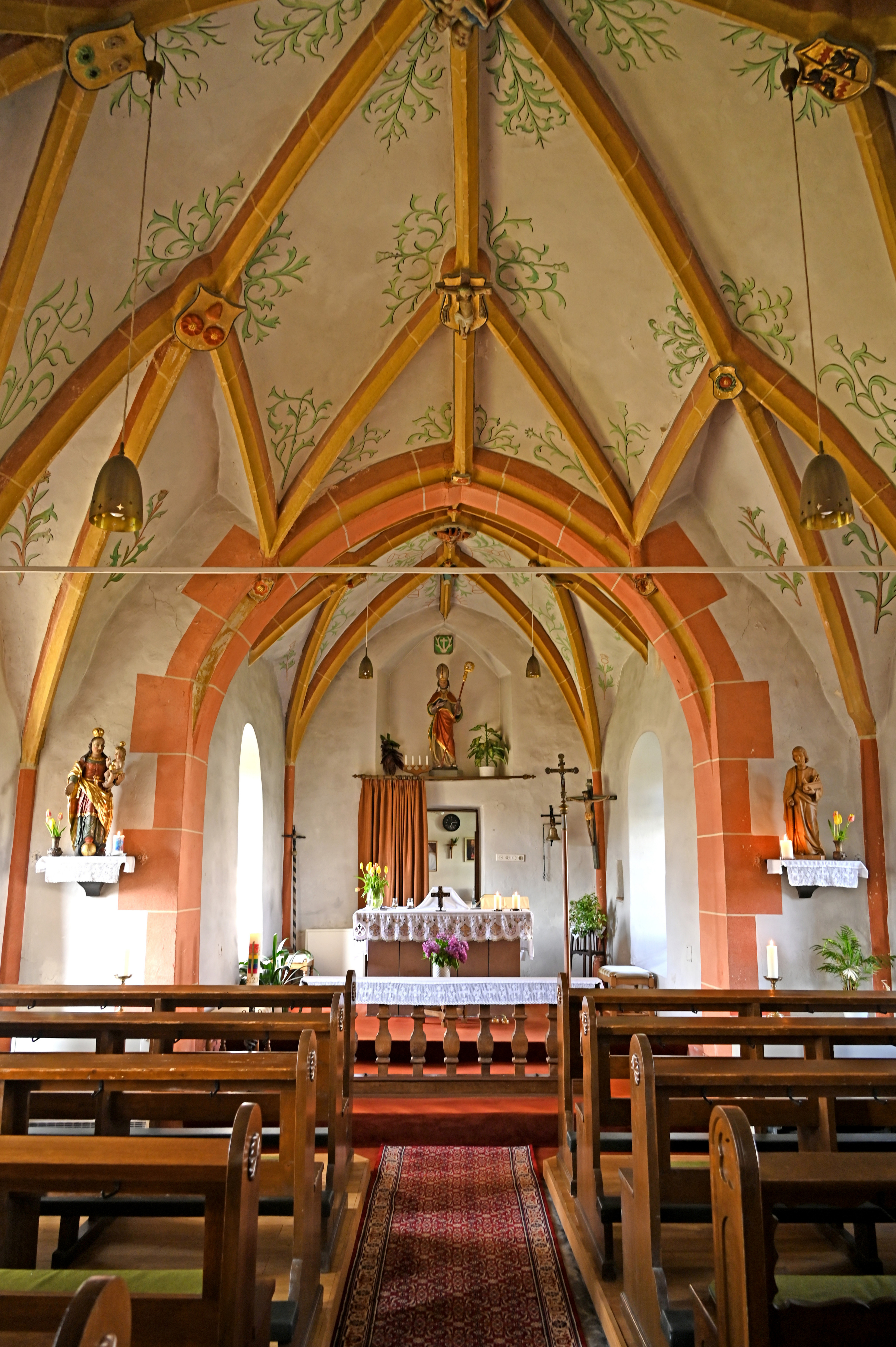
Innenraum
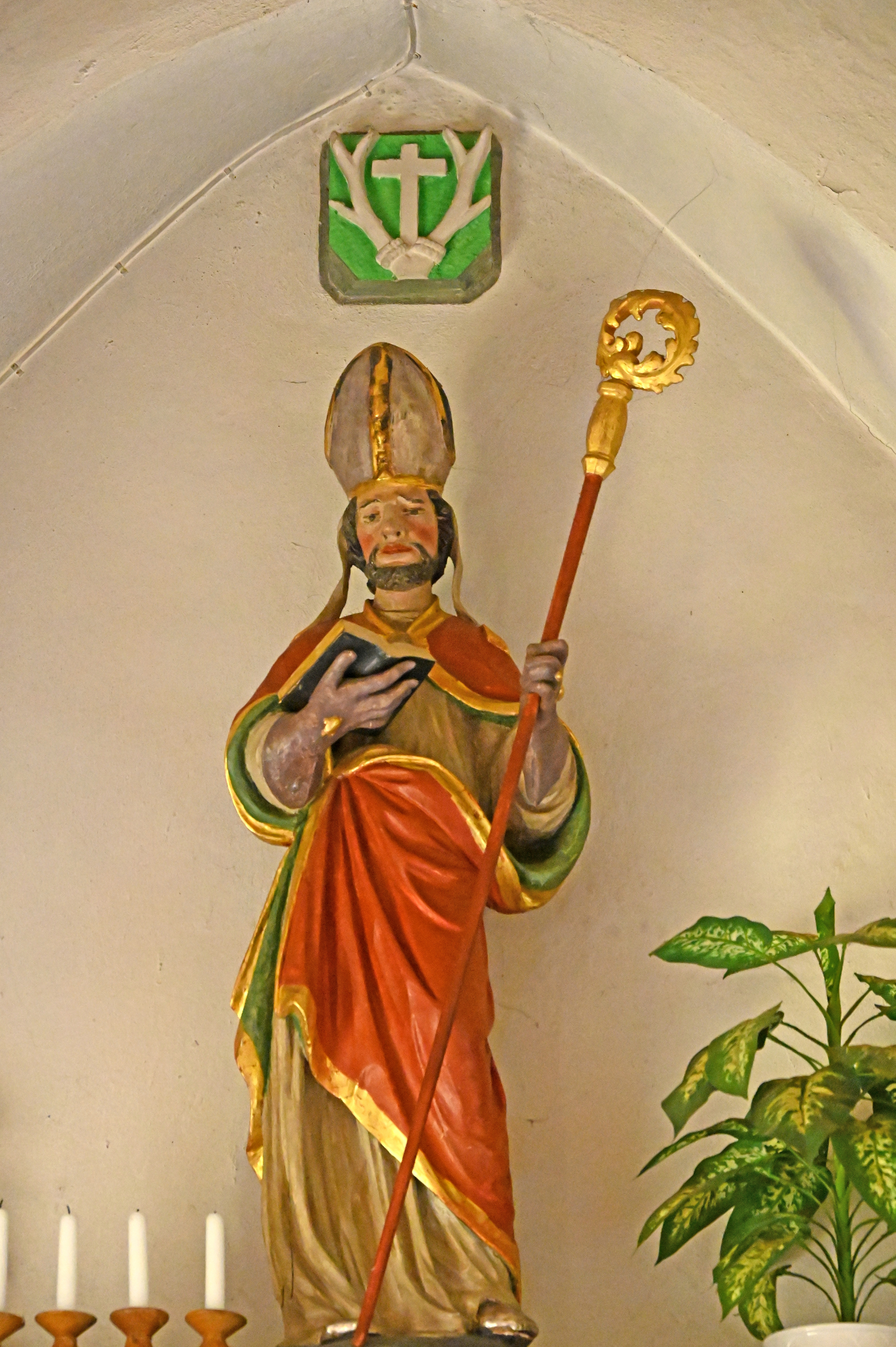
St. Hubertus
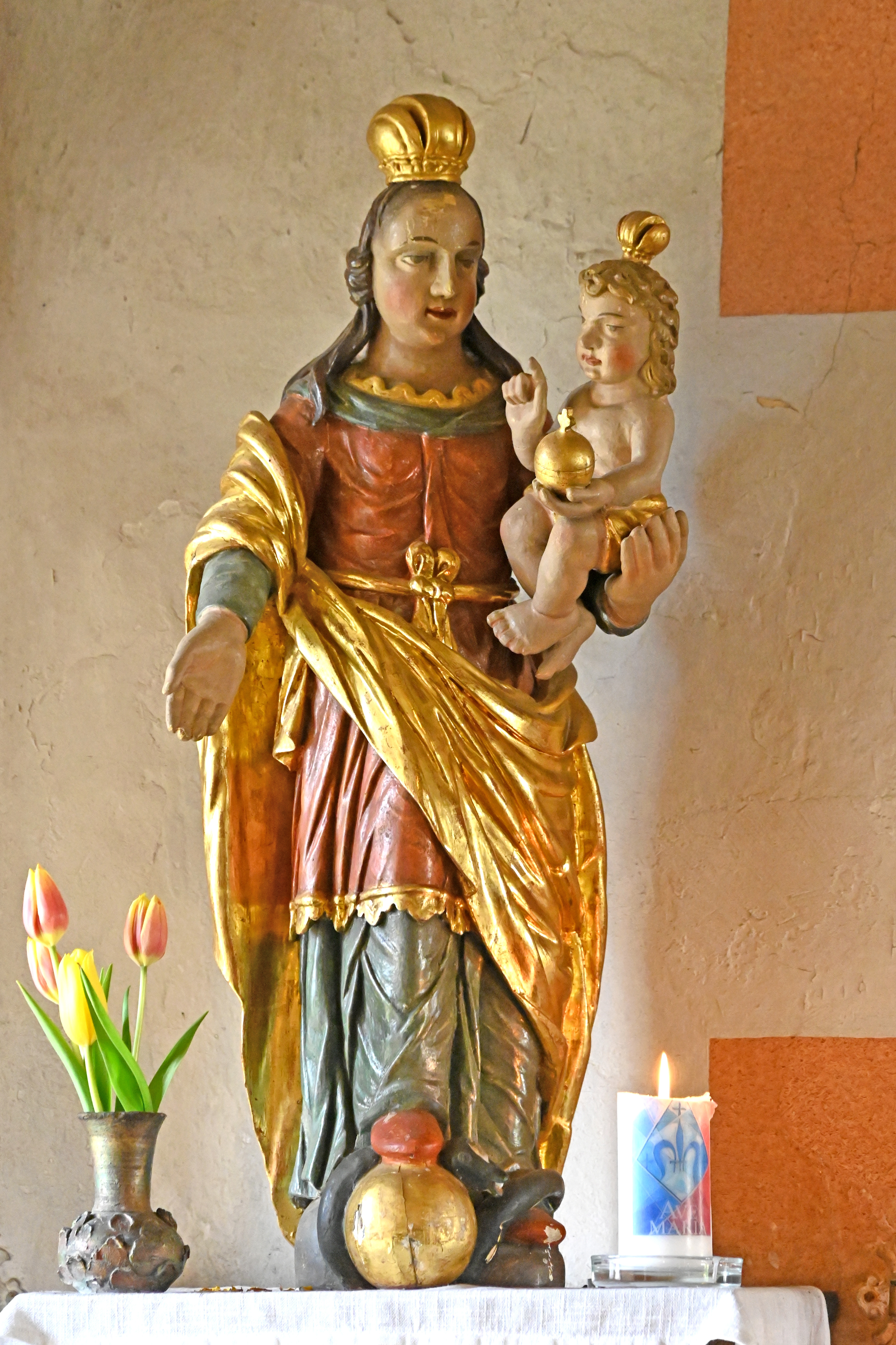
Madonna
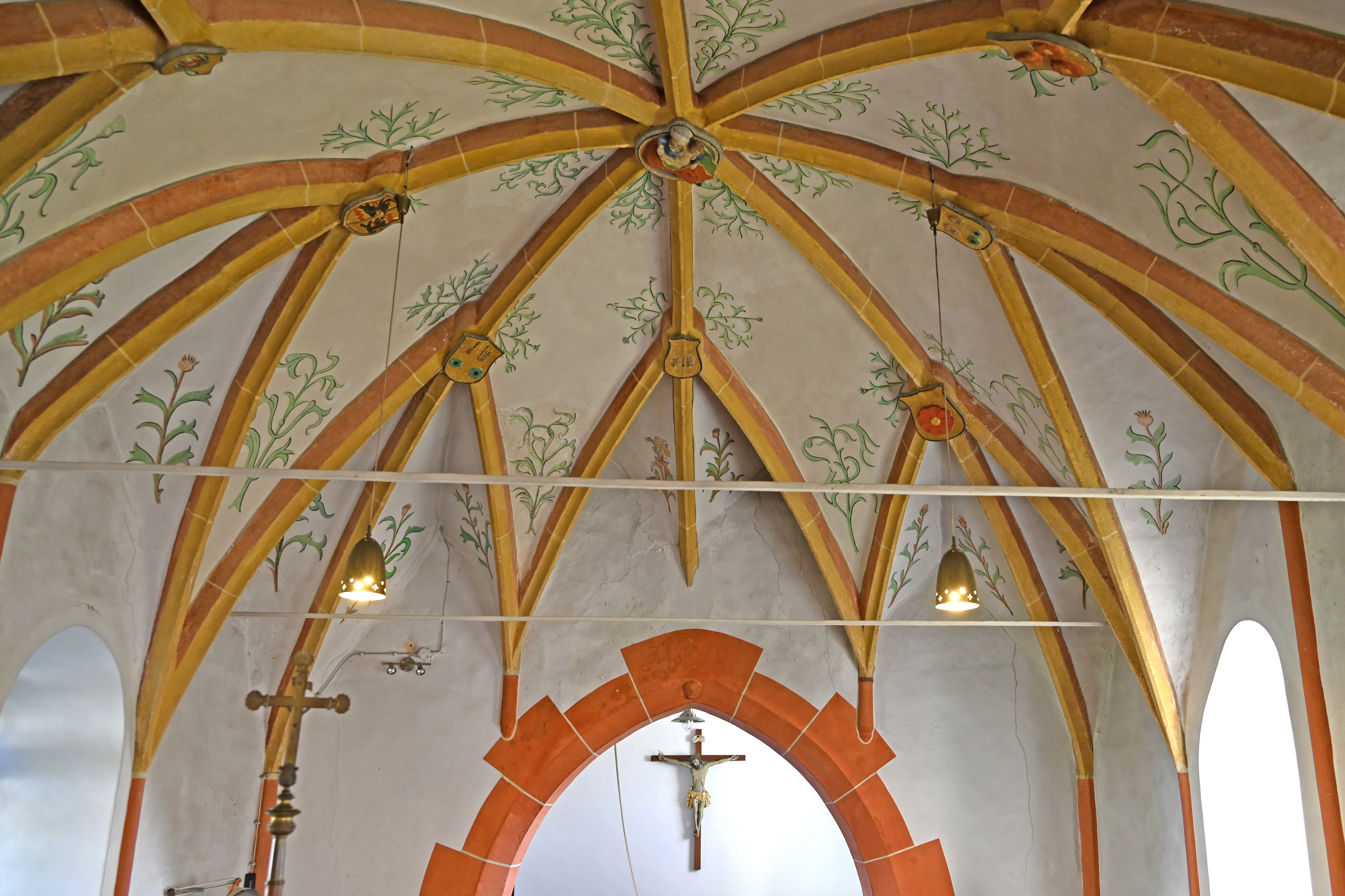
got. Sterngewölbe
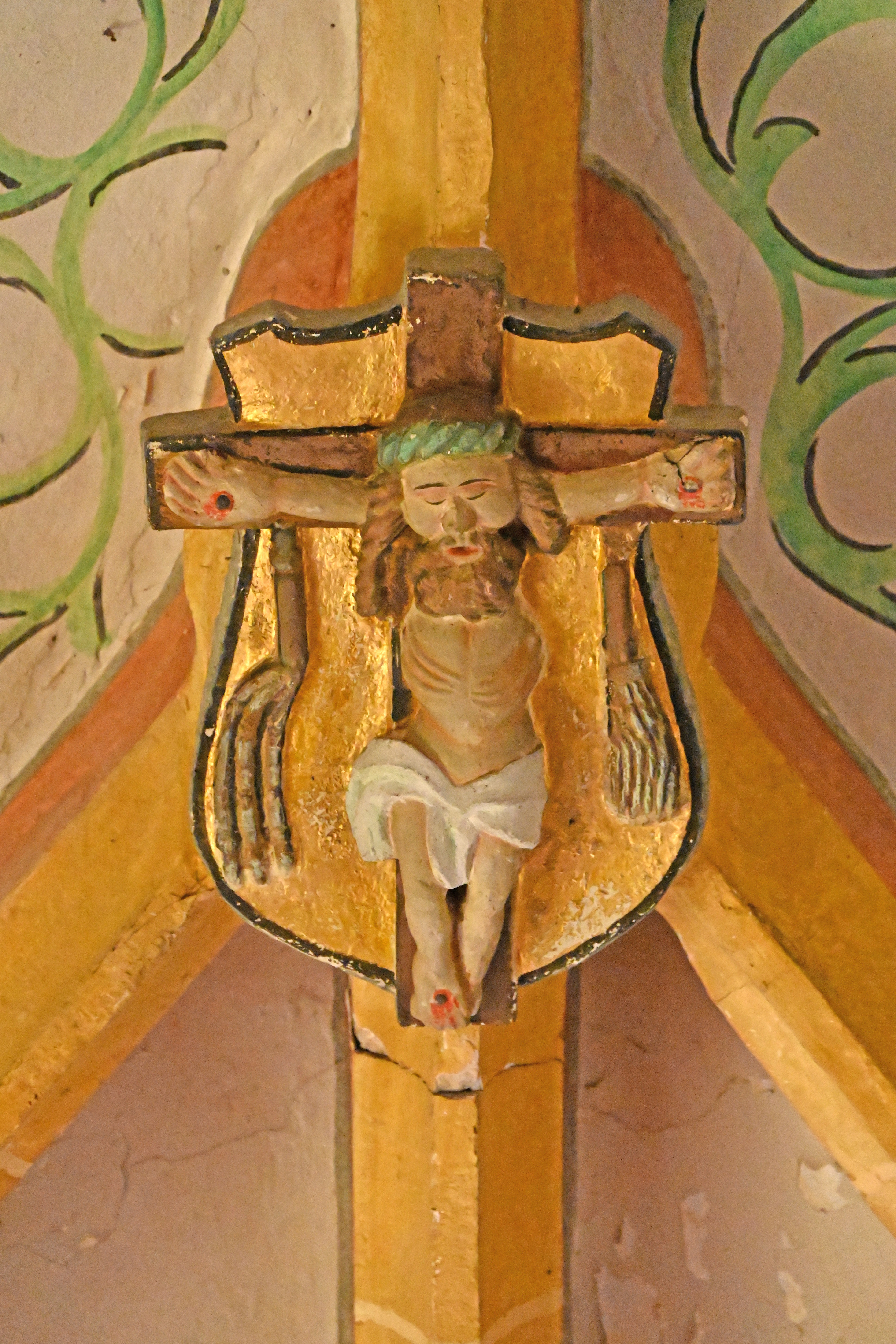
Schlussstein
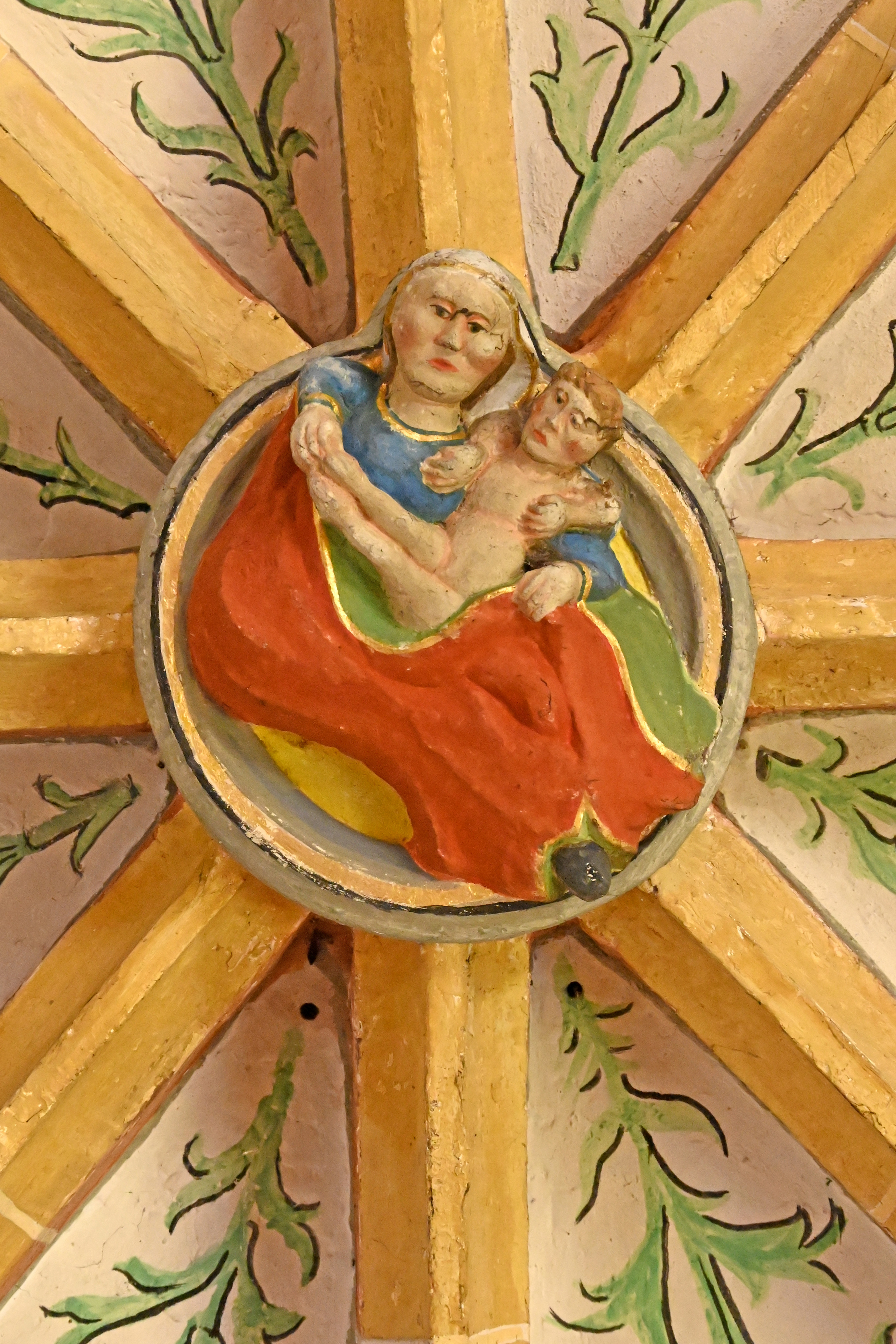
Pietà
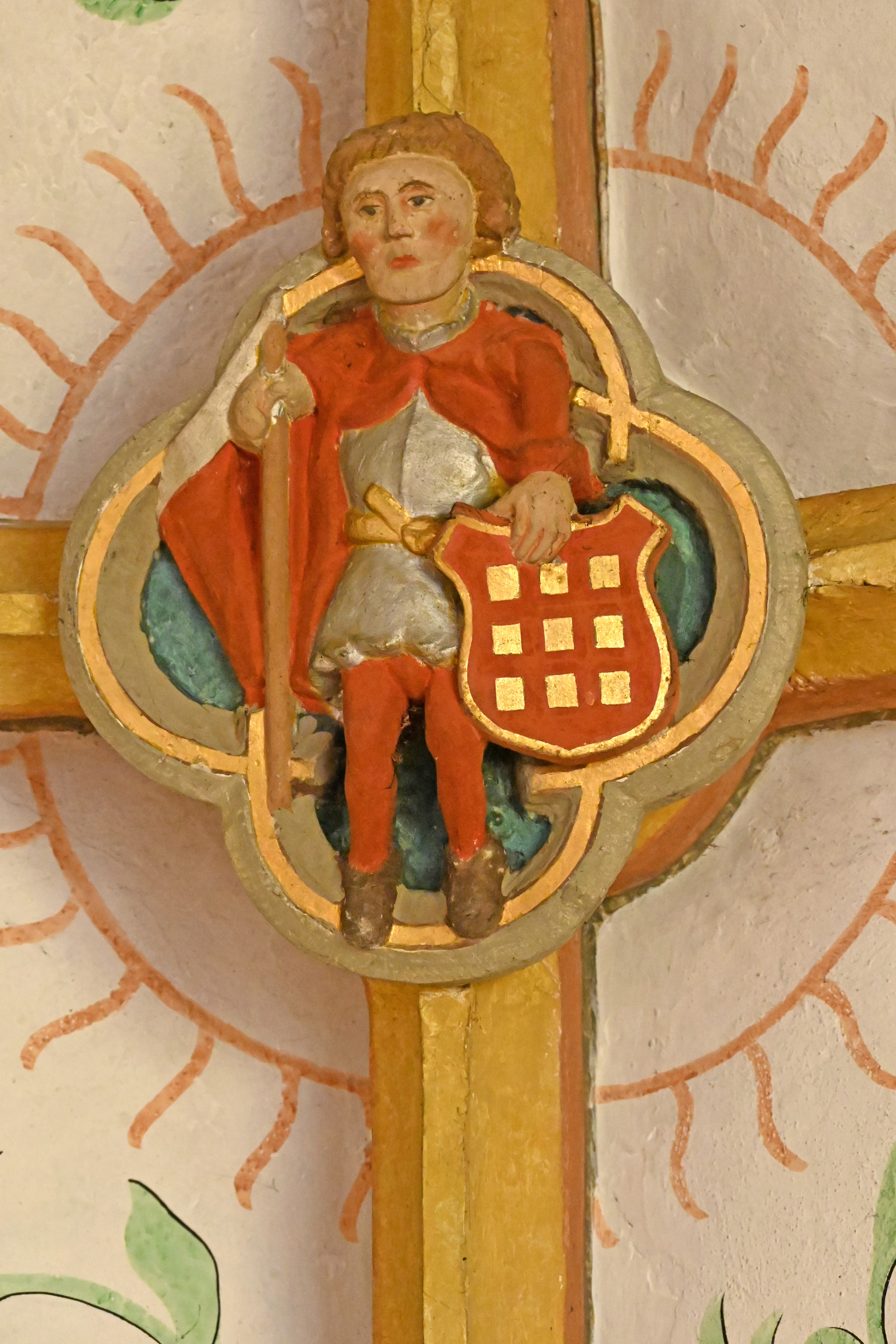
St. Quirinus